# Estación de Le Locle
La estación de Le Locle es la principal estación de la comuna suiza de Le Locle.

## Servicios ferroviarios

### SBB-CFF-FFS
De esta estación parten:
- RE RegioExpress Le Locle - La Chaux de Fonds - Neuchâtel, que cuenta con un servicio cada hora[1] y efectúa parada únicamente en las estaciones más importantes de la línea. Algunos trenes continúan o inician el trayecto en la estación de Le Locle-Col-des-Roches. En La Chaux de Fonds hay un enlace con otro RegioExpress para continuar el viaje hasta Biel/Bienne, y en Neuchâtel se puede enlazar para llegar hasta Berna o Lausana. En realizar el trayecto hasta Neuchâtel se tarda un poco menos de 40 minutos.

- R Regio Le Locle - - La Chaux de Fonds - Neuchâtel.[1] Salen expediciones cada hora e invierten algo más de 45 minutos en realizar el trayecto completo. Efectúan parada en todas las estaciones de la línea. Algunos trenes continúan o inician el trayecto en la estación de Le Locle-Col-des-Roches.

### SNCF
La SNCF presta servicio en la estación mediante la línea TER TER transfronteriza de la región de Franco Condado entre Besanzón-Viotte y La Chaux de Fonds.
Cuenta con 3 trenes por sentido que hacen el trayecto completo entre Besanzón-Viotte, Le Locle y La Chaux de Fonds, y otros 3 trenes por sentido que realizan el recorrido sólo hasta la estación de Morteau, por lo que hay 6 trenes diarios por sentido que dan servicio en el eje Morteau - Le Locle - La Chaux de Fonds.